# فوكس هندرسون
فوكس هندرسون (بالإنجليزية: Fox Henderson)‏ هو مصرفي أمريكي، ولد في 1853، وتوفي في 1918.